# Dysphania albipunctulata
Dysphania albipunctulata är en fjärilsart som beskrevs av Max Joseph Bastelberger 1907. Dysphania albipunctulata ingår i släktet Dysphania och familjen mätare. Inga underarter finns listade i Catalogue of Life.